# 海神祭
奄美群島や沖縄諸島の海神祭（かいじんさい、うみがみまつり、ウンギャミ、ウンジャミ、ウンガミ）は、ノロ（ヌル、祝女）を祭司として来訪神（ニライカナイ）を招き、豊作、豊漁、無病息災等を祈る年中行事である。
沖縄県大宜味村の塩屋湾一帯で行われるウンガミは、「塩屋湾のウンガミ」として国の重要無形民俗文化財に指定されている。旧暦7月の、盆の後の亥の日に行う所が多い。

## 分布
- 鹿児島県奄美群島与論島
- 沖縄県島尻郡伊平屋村田名
- 沖縄県国頭郡[2]

## 辺土のウンギャミ
国頭村辺土では女の節句とも呼ばれ、シヌグと交互に1年ごと催される。祭の3日前、神酒造りや火の神(ふいぬかん)と言う神体を清める。また、ノロら神人は水祓いで清める。夜になると祝女と根神2人、ウチ神2人、大勢頭1人、勢頭3人、ビラムト9人ら神人は全員根屋に泊まり、その家の家具は全部外に出しておく。こうして神人は祭神の火の神の前で円になって座り御願、これを「ウングマイ」と称する。祭当日、祝女ら神人は祝女殿内で神衣裳のなりで行列を作って神アシアゲへ行き、その中で祈願。次に祝女殿内に戻ってオモロを歌い、ビラムト神は弓を持って「どじん」と呼ばれる上衣のような赤い着物、白い「カカン」と呼ばれる襞のとれた越巻のようなものを着て弓を鼻あたりから真下に突き立て頭をうつむかせてオモロが終わるまでその姿勢をとる。このときに祝女とビラムト神は冠(藁で円く形を作りそれに三味線蔓草を巻いてミーハンチャの花を着けたもの)を着ける。それから神人は字の各家で祈願、この行列に出くわすと早死にすると言われるため当日は外出せず、出会ってしまったときは手で顔を覆ってその場で伏せる。各家ではミハナ米と御酒や馳走を入れた重箱を戸口に置いて戸一枚立てて裏の部屋に隠れ、神人に見られると死ぬとされる。神人は重箱の中身を持って家の幸福を祈ってから弓を持って戸を打ちながら「ヤークーエーアミーサジ」と唱えてたところへ家長1人だけで神人に礼拝、神人は神の如くよかれ健やかま栄えあれ、と称えてまた各家を廻る。続いて「御原廻(みはるまーい)」を行い、辺土上原で決められた畑を7回巡り、神人は木の枝を振りつつ「ウークイ、ウークイ」と称えて2か所の畑へ行き、祝女墓で終わりを告げる歌「今年(くとし)うんじゃみはやしばしどやゆる なみちゅ(明後年)うんじゃみやゆくのまさい」を歌い、神人が戻ると女たちが馳走や御酒で迎える。翌日「ナガレ」では神人全員が神衣裳を着て祝女は玉(がはな)を首にかけてアシアゲに集合、シルビと呼ばれる者が神人の慰労を行い、神人はオモロを歌う。ジュグウの神(竜宮の神)への報告として全員浜へ行き冠を海へ流し、神人は波打ち際で互いに抱き合う。流された冠は一くるみとなってどこかへ流れていくとされるがうち一つでも離れて漂うとそれを被っていた人が死に、それを見た者も誰にも口外してはならず、話そうものなら自分も死ぬとされる。ウジャ川へ行き、若い男が川の中で竿を持って魚を取る用意をしており、神人は「ホーホー」と呼んで追い、若い男は逃げる。ウシデーク(臼太鼓)の後には字のみなは馳走や御酒を持って神アシアゲへ行き、そこで若い女とビラムト神がウシデーク歌に合わせながら踊る。次の日、別れ遊びとして夜にウシデークを行い、全てを終える。

## 与那のウンジャミ
国頭村与那旧暦8月に行われ、祭の3日前の「ウングマイ」は夜に神人がアシアゲに集合して儀式があり、神アシアゲ周辺の家の男は全ての他の家で泊まらなければならず、夜の外出は厳禁となっている。祭当日、神人は祝女殿内へ行き、男の神人は儀式用具を持ち、決まった字の神人が太鼓を打つ。それから行列をなして神アシアゲへ行き、祝女は祈願する。次に大勢頭は弓を持って庭に飾った冬瓜で作ったイノシシを射る真似をして何度も狙おうとする。ムラ神がイノシシを両方から囲むように大勢頭に加勢、射ると根神、ウチ神、祝女らは大勢頭とムラ神を囲んで太鼓を鳴らす。用具ウチバを持っている者は歓喜したように踊り狂う。時間を置いて「ナガレ」ではイノシシを持って神人は列をなして浜へ行き、大勢頭はイノシシを砂の中に埋めてムラ神と弓を山へ向けて礼拝、神人は冠を海へ流して全てを終える。

## 安田のウンジャミ
国頭村安田では祭の2日前、神酒を造って神人は祭当日に神衣裳を着て神アシアゲに集合、神体に向かって祈願。午後になると字のみなでアシアゲに集合して魚取りの真似をする。魚役には20歳以上、網持ちには20歳から25歳までの青年が務める。魚を追うと魚は網の方へ向かって、網持ちは逃がさないように巻いていく。次にイノシシ取りの真似をしてイノシシ役には若い青年1人がなって身に簑を着けて頭に笊を被る。犬役には15歳くらいの少年10人を選ぶ。神人は男女1人ずつで犬役を連れてスクガラス豆腐を与えてからイノシシ取り始める。イノシシ役と犬役を闘わせて時を見計らって弓で射るとイノシシ役がもがく真似をして女の神人が矢で止めを刺す。儀式を終えると晩に若い女が臼太鼓踊りをして、一名大シヌグとも呼ばれる青年が余興でする角力があり、ウナイ(女)ウガミとも称えられ、女を男が拝する儀式だとされる。

## 辺土名のウンジャミ
国頭村辺土名では祭3日前を「ウタカベ」と言い、与那と内容が似ているがアシアゲでの神人の席順は違う。祭当日はアシアゲの庭で神人がクェーナを歌いながら舞う。

## 崎本部の大オイミ
国頭郡本部町崎本部では大折目(オオオイミ)と呼ばれる他の地域の海神祭と同じものがあり、大ユミとも呼ばれる。祭当日の午後2時頃に神人と氏子は神アシアゲに集合、神人は径一尺五寸程度の唐製の円い高御膳に御酒や御花米を持って神酒を捧げて祈願、次に氏子は祝女を拝する。神人は祝女殿内で神衣裳を着て円になって歌い、神人の音頭でオモイを歌いながら衣裳の広袖を左右に振って舞い、青年はアシアゲの庭で宴会場を作る。神人は各家を廻って祈願、それから決まった場所で石を投げ合う。アシアゲで青年と一緒に軒下にある長四間径一尺五寸の神人が座る樫の木をアシアゲの中に入れる。午後7時に全員集合して三味線を鳴らして遊ぶ。

## 大宜味城のウンガミ
毎年旧暦7月20日の亥の日に行われる。田嘉里、謝名城、喜如嘉、饒波、大宜味の神人数十人による規模の大きなものである。儀式の先晩「ウタカビ(またはウングマイ)」では大祝女と若祝女がビラムト神4人(海の掌神)とともに喜如嘉の根神の家で白裳束で垂れ髪のなりで祈願、次にその年に新たに神人になる者の就任式「ハンサガの式」で神人の責務と秘密を守ることを誓い、洗礼を受ける。洗礼の祈願は祝女がして製品を受ける者は髪を後ろに垂らして座り周りで神人がハンサガのオモイを歌いながら背をさすったり肩を叩いていく。馳走を頂いて一夜はそこで泊まる。他の神人は朝に「朝ヌブイ」という神アシアゲに集合して祈願が行われ、遊ビビラムト神は神踊りの稽古をする。儀式当日、朝に神人は駕籠を持ってウタカビの神人を迎えに行き、駕籠に乗せて祝女殿内へ着く。そこで全員白衣にマサンジ(鉢巻)を頭にして六尺ほどの神弓と矢、片手に団扇を持って太鼓を鳴らしながら列をなして神アシアゲへ行く。道中、火の神の祠で祈願する。着くと神人は決まった場所に座って祝女が上座に若祝女、根神、ウチ神、ビラムト、遊ビビラムトが順に並んで他の神人は庭に座って、氏子がアシアゲ前の拝所の左右に座って酒肴を供して氏神を祭る。アシアゲ左には冬瓜で造ったイノシシ、右に槍や弓を立てる。祝女は時を見計らって祈願を始め、次に全員庭で決まった場所に座る。喜如嘉でウングマイをした神人が上座、遊ビビラムト神全員は全神人の中央で神踊りをする。遊ビビラムト神8人が円を作って両手を広げて左回りで両手を上げ下げして「ウンークイ、ウンークイ」と唱えて3回ほどする。再び円を作って1人太鼓を打って7人が弓を持ち、鳴ったのと同時に右上に弓を捧げて右に一歩進み、左に捧げて一歩左を繰り返して祈祷のように3回繰り返す。衣裳を赤白黄色の衣裳に着替えて頭にハーブイ(冠)とクロッグの葉で作ったものを被って右手に弓、左手に矢を持ってオモイを歌って右回転して両手を上下させながら舞う。遊ビビラムト神1人が太鼓を鳴らしてそれを和にし、3回廻って踊りを終える。「縄遊び(なーあし)」と称して左に一間離して棒を立てて縄の両端を結んで舟の形を作る。右端に太鼓打ち3人オモイの音頭取り1人が立って鳴ったのと同時に歌い始めて、和にして扇を振りながら踊る。終えると神女の1人がミカンを踊り手の中央へ撒き散らし、イノシシを取る真似をして飾ってあった冬瓜を槍で突く。役割を終えた一部の神人は氏子と帰宅、氏子は尾花に石を込めて結んだサンを2つずつ神に捧げてから持って帰り、健康と繁昌を祈って火の神の前に捧ぐ。これが他人に渡ると効果がなくなる。祝女、若祝女、海の神はアシビビラムト神と一緒に火の祠を経由してオモイを唱えながら扇を振って踊りながら祝女殿内に帰り、中で「あたい苧(お)のなかぐ引き漂し(さらし)漂し 大和める里のどんす袴」と歌ってまた神アシアゲに戻って祈願、猪神、酒樽、鼠を御供が担いで遊ビビラムト、祝女、若祝女が海の神と駕籠に乗って根屋に行ってオモイを歌って踊る。それから列をなしてアミ河(ガー)でも歌って、浜へ着くと行う「ナガレ」は持ってきた猪、鼠を捧げて神酒を供して海と山を拝して踊りで被った冠と捧げものを海に流す。根屋に戻って祈願、神人は一夜そこで泊まってその日を終える。翌日「別れ」では喜如嘉アシアゲに遊ビビラムトと同字の神人が神酒を捧げて祭の終わりを神に告げ、オモイを歌って城からの神人は駕籠で戻る。神人の行事は終わり、氏子たちは臼太鼓や村芝居、エイサーなど余興をしてその日を過ごす。

## 塩屋湾のウンガミ
大宜味村の塩屋湾のウンガミは、田港、屋古、塩屋を中心とする集落にて行われ、海神祭の中でも古い形を残しているとされる。旧盆明けの最初の亥の日に行われるが、隔年で形態が異なる。
- 御願（うがん）マールの年 - 祈願、供えものが中心。
- 踊り（うるい）マールの年 - 神事を簡略化、塩屋で踊りの会が開かれる。

### 祝女による神事
男性に付き添われた祝女が拝所を参拝し、合掌しながらグイス（祈りごと）を唱え、酒が乗った盆を上げ下げしたりする。付き添いの男性は小さな太鼓をたたく。
これが終わると、祝女は神アサギに移り、合わせて数人のハミンチュ（神人）が参集する。やがて女性たちは頭に白い布を巻き小さな声で合掌し短く祈る。ハミンチュに神酒が回された後、周囲で見ている人たちにも神酒が振舞われる。
その後、隣の屋古集落の神アサギに移る。その前の広場には木の柱が立てられ、上に蜘蛛の巣状に編まれた屋根がある。屋根の一部に芭蕉の葉がかけられ、下にも敷かれている。
二人の男が祝女から注がれた酒を飲んだ後、広場の柱近くに座り、その周りを色の付いた着物を着て弓を持った3人のハミンチュが「ヨンコイ、ヨンコイ」と唱えながらゆっくりと回る。その次には白い着物に着替えたハミンチュ3人がふたたび弓を持って「ヨンコイ、ヨンコイ」と回る。これまでにはノロはじめ他のハミンチュも白い着物に着替えている。
その次に神ウスイという行事が行われる。前に3人、後ろにその他のハミンチュが並び、祠のある山に向かって拝む。前の3人が額を地に伏せると、祝女が葉のついた小枝で軽くたたく。これを繰り返した後、全員で手を合わせて祈る。

### 御願バーリー
神事が終わると、午後2時から爬竜(爬竜船による競艇)が行われる。これを「御願バーリー」という。屋古、田港、塩屋の男たちが乗った3隻のハーリーが、屋古から対岸の塩屋の浜を目指す。十数人で漕ぐフギバンと、40人で漕ぐウフバーリーの2回行われる。男たちは白の鉢巻に白衣をつけて漕ぐ。塩屋の浜では3集落の女たちが、藁で編んだ紐を頭や腰に巻き、水に浸かりながら太鼓や手拍子を鳴らし、大きな声をかけながら男たちを迎える。御願バーリーが終わる頃、白衣を着たハミンチュたちの駕籠が塩屋の集落を抜け浜辺に着く。ハミンチュたちは砂浜にムシロを敷いて座り、海に祈りを捧げる。

## 田名(伊平屋島)のウンジャミ[13][14]
伊平屋村田名地区にて旧暦の7月17日に行われる、海神祭・海神送祭。田名のウンジャミの始まりは、喜界島のノロ（祝女）の船が首里からの帰りに伊平屋島の東方海上で難破し、喜界島のノロを救助して手厚く介抱したことで、伊平屋島に繁栄がもたらされたことに由来していると言われている。
祭事内容　田名地区の各聖地を回り行う海神祭。古くは3日かけ移動は馬を利用して行われていた。地域のお宮（田名神社）にて神を迎えた神アシャギでノロと神女数名が「神遊び」、オモロ（神歌）を唄いながら踊って魚とる所作、船漕ぎの所作をして歓待の儀を行う。次に地域の端に移動し、小高い丘に上り、ウムイ（神歌）を歌って神に別れを告げ、最後は東岸のシンザの浜の岩の上に整列して歌い、合掌して海神を見送ります。